# Rouben Ter Minassian
Rouben Ter Minassian (ou Roupen Der Minassian, en arménien Ռուբէն Տէր Մինասեան), né le 7 mai 1882 à Akhalkalaki et mort le 27 novembre 1951 à Saint-Cloud, est un homme politique arménien, membre de la Fédération révolutionnaire arménienne (FRA) ayant eu un rôle important dans le Mouvement de libération nationale arménien puis au sein du gouvernement de la République démocratique d'Arménie.

## Biographie

### Jeunesse et débuts
Rouben Ter Minassian est né Minas Ter Minassian en 1882 à Akhalkalaki dans une famille arménienne originaire d'Erzeroum.
Il effectue ses études au Séminaire théologique Gevorkian, à Etchmiadzin, et à l'Institut Lazarev des langues orientales de Moscou. Il est ensuite officier dans l'armée russe.
Il retourne ensuite dans le Caucase, où il retrouve Hamo Ohandjanian, compatriote et ami, devenu entre-temps cadre dirigeant de la FRA. Après un premier séjour à Batoum en 1902, Rouben se rend fin 1903 à Kars où il est formé par la FRA dans la « forge de Kars ». En 1905, il est envoyé par le parti à Van, où il rejoint Aram Manoukian. Il devient un fédaï dans la région de Lernabar, au sud du lac de Van, mais après des désaccords tactiques avec Vana Ishkhan, il part pour Sassoun pour prêter main-forte à Kevork Chavush en 1906. Il reste dans la région jusqu'à la proclamation de la Constitution ottomane en 1908, y ayant pris le commandement des forces arméniennes de la FRA après la mort de Chavush en mai 1907, et y tissant des liens avec des chefs tribaux kurdes locaux. Il est un leader central du Mouvement de libération nationale arménien.
En 1909, il se rend au 5e Congrès de la FRA à Varna, en Bulgarie, puis s'installe à Genève jusqu'en 1913 où il reprend ses études.

### Première Guerre mondiale
Il se rend à nouveau dans l'Empire ottoman en 1913-1914 pour devenir le directeur général des écoles arméniennes de la région de Moush.
Il prépare les Arméniens à l'auto-défense après l'entrée des Ottomans dans la Première Guerre mondiale. Il retourne à Sassoun où il dirige avec ses fédaïs la défense de la ville contre les forces turques de la 3e armée ottomane et les troupes irrégulières kurdes en 1915. Avec une poignée d'hommes, il parvient à passer à travers les lignes ennemies et à fuir dans le Caucase.
Il est plus tard membre du Conseil national arménien en 1917, puis fait partie de la délégation envoyée par le Commissariat transcaucasien lors de la Conférence de paix de Trébizonde avec l'Empire ottoman en mars 1918.

### Première République d'Arménie
Rouben Ter Minassian joue un rôle central dans la fondation de la République démocratique d'Arménie, notamment aux côtés d'Aram Manoukian, de Simon Vratsian ou encore de Hamo Ohanjanyan. Il est ensuite membre du Parlement arménien en tant que Ministre de la Défense. Il est aussi ministre de l'Intérieur dans la période allant de mai à septembre 1920.
Après la conquête et la soviétisation de la République arménienne, Rouben Ter Minassian s'exile à Paris où il continue d'écrire et de militer au sein du Bureau de la Fédération révolutionnaire arménienne.
Il vit quelque temps en Palestine et en Égypte.
En 1948, il retourne en région parisienne. Il meurt le 27 novembre 1951 à Saint-Cloud. Il est enterré au cimetière du Père-Lachaise le 30 novembre (numéro 13874).

## Œuvre
Rouben Ter Minassian a écrit ses Mémoires en sept volumes, intitulés Mémoires d'un révolutionnaire arménien [Հայ յեղափոխականի մը յիշատակները], disponible sur Gallica dans son édition de 1952 [lire en ligne].
On la trouve traduite en français dans deux éditions, la première complète et la seconde fragmentaire :
- Mémoires d'un cadre révolutionnaire arménien  (trad. Souren L. Chanth), Publications de la F.R.A. Dachnaktsoutioun, 1994, 622 p.
- Mémoires d'un partisan arménien  (trad. Waik Ter-Minassian), Éditions de l'Aube, coll. « Regards croisés », 1998, 312 p. (ISBN 978-2-87678-043-9)

Il est aussi l'auteur d'autres ouvrages, notamment Armenia in the Inter-Continental Roads (Հայաստանը միջցամաքային ուղիներու վրայ).